# Svartsjuka

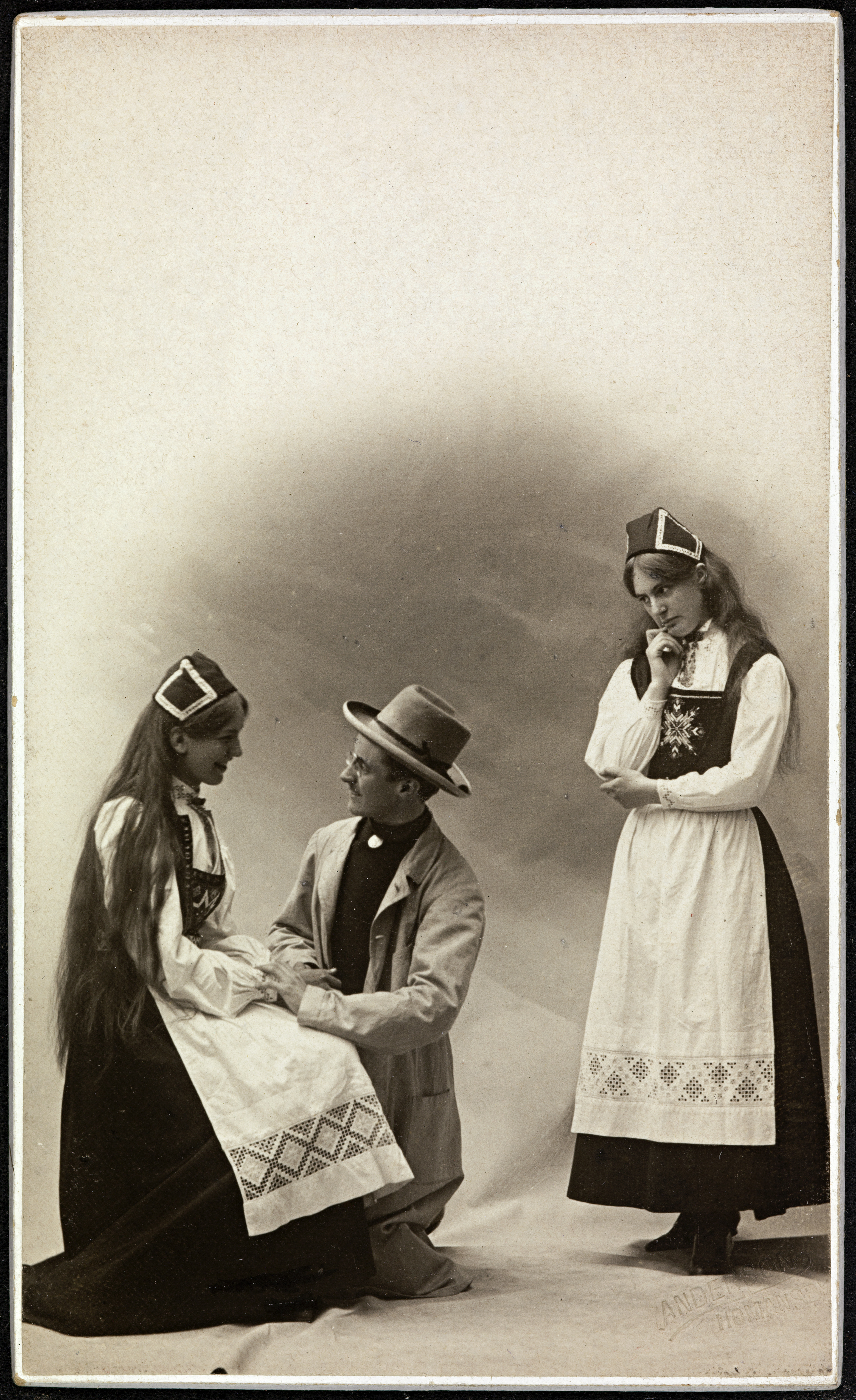
Svartsjuka kan uppstå när ens kärleksobjekt ger någon annan uppmärksamhet.

Svartsjuka är en känsla som innebär oro för en rival, i synnerhet gällande kärleksförhållanden. Känslan uppträder när man plågas av en tanke att någon annan är mer älskad av ens kärleksobjekt än man själv. Svartsjuka bottnar ofta i en personlig osäkerhet eller en dålig självkänsla, det är sällan en reflektion av verkligheten. Trots detta kan det vara svårt att dämpa känslan med förnuft, eftersom det är en djupt rotad känsla i människans psyke. Svartsjuka kan vara både emotionell och sexuell, det kan även gälla tidigare livserfarenheter, såsom en tidigare partner hos ett kärleksobjekt.

## Definition och utformning
Svartsjukan kan liknas vid upplevelsen av att ha blivit sviken, eftersom den kopplas samman med hur ens bekräftelse inuti en relation istället i hög grad tillfaller en tredje person (se även svektrauma). Svartsjukekänslor kan även formas i en vänrelation eller annan nära relation, där man upplever sig sviken.
Svartsjukekänslor uttrycks ofta som en plågsam ängslan eller oro. Det kompletteras vanligen med vrede eller hat, alternativt vanmakt, förtvivlan eller svårmod. Svartsjukekänslan är kopplad till en rädsla eller fruktan, en sorts misstanke som inte behöver vara besannad.
En svartsjuk person kan utveckla patologiska symptom. Hen kan ägna sig åt kontrollerande beteende av typen sjukligt vakande över kärleksobjektet/ens partner.

## Orsaker
Psykologin hävdar att känslan kan komma ur gamla barndomsminnen, som av att bli helt eller delvis övergiven till fördel för ett syskon till exempel. Dålig självkänsla spelar en stor roll i sammanhanget. Svartsjukan gör att man betraktar sig som förlorare redan innan konflikten (slaget om partnerns gunst) uppstått.
Detta beteende kan upprepas livet igenom i olika relationer, eftersom den svartsjuka personen inte känner sig värdig att bli älskad och därför behöver kontrollera någon annan för undvika att kärleken riktas bort från en. Detta kan bli destruktivt för båda parterna i relationen.

### Könsskillnader
Män och kvinnor är lika ofta svartsjuka, men deras svartsjuka tar sig olika uttryck. Hos många män är svartsjukan oftare inriktad på det sexuella beteendet, rädslan att kvinnan har samlag med en annan man. Många kvinnors svartsjuka inriktar sig ofta mer på männens beteende, känslor eller förande av resurser till en annan kvinna.
De könade skillnaderna mellan mäns och kvinnors svartsjuka kan därför definieras som att män är mer känsliga för sexuell otrohet, kvinnor mer känsliga för emotionell otrohet.

## Etymologi
Ordet svartsjuka finns i svensk skrift sedan 1669. Det relaterar troligen till svart i betydelsen 'svår' eller 'intensiv'. En liknande psykologisk oro är avundsjuka, baserad på en oro för att någon annan har mer resurser än man själv.